# قرو
قرو (Guerou) هي أكبر وأهم مقاطعات ولاية لعصابة وسط الشرق الموريتاني. 
تقع على بعد 60 كم غرب عاصمة الولاية مدينة كيفة. وتوجد في كرو أكبر واحة نخيل في شرق موريتانيا، كما أنها من أهم المدن الواقعة على طريق الأمل الذي يربط شرق موريتانيا مع غربها.
گرو هي أهم المدن الموريتانية وأكثرها عطاء وتميزا في المجال الثقافي والعلمي فقد اشتهرت المدينة قديما وحديثا بكونها مركز إشعاع علمي رائد كان للمدينة الدور البارز في رفع اسم موريتانيا حاليا شنقيط سابقا فكان علماء المدينة ملأ السمع والبصر أينما حلوا وحيثما ارتحلوا.
اشتهرت المدينة ببروز أسماء لامعة في مختلف العلوم..
فمن المدينة ينحدر العلامة محمد الأمين الشنقيطي آب ولد اخطور ، الذي أشاع نوره في سماء المعاهد والجامعات السعودية. ومنها كذلك عدة شخصيات علمية وأدبية وسياسية كان لها الدور البارز في نشر الثقافة الشنقيطية في مختلف المحافل الدولية. أسست عام 1322-1333 (1914 مـ).
تأسست على ايادى مجموعة اولاد ابراهيم البشير بقيادة سيداحمد البشير عبد الرحمن 
هذه المجموعة هي اول من غرس النخيل فى الواد 

## مشاكل المدينة
تعيش مشاكل يبدو أنها ماتزال مستعصية الحل من طرف الجهات المعنية.
إنها مدينة ذات حركية تجارية متميزة، وتتبع لها عدة قرى وبها أكبر واحة نخيل في الشرق الموريتاني، ورغم موقعها الإستيراتيجي، فإنها تعاني من أزمات في الكهرباء والماء والصحة، دون أن تلوح في الأفق بوادر حل لتلك المشاكل، كما تعاني المدينة من زحمة سير تتسبب فيه الشاحانات التي تتوقف على قارعة الطريق بالسوق لتفريغ حمولتها، دون أن تكون هناك إجراءات لحل القضية.

## التعليم في كرو
يعتمد التعليم في كرو على تعليم المحاضر ومن أبرز المحاضر المشهور في كرو:
محظرة أهل ديدي: تأسست محظرة أهل ديدي منذ أكثر على ما يزيد على ثلاثة وسبعين سنة على يد الفقيه الصحة ولد ديدي وكان معه فقيه عصره العالم المصطفى ولد ديدي وكذلك محمد ولد ديدي...بعد ذلك تولى محمد ولد ديدي التدريس حتى وفاته...و قد خرجت هذه المحظرة الكثير من علماء هذا العصر وأطره.كما أن محظرة أهل ديدي تتكفل بجميع الطلاب على حساب القائمين على المحظرة ونظرا للضغط المتزايد على المحظرة يوما بعد يوم تم توسعة المحظرة إلى مقر آخر يسمى بالعريش يضم مسجدا وسكنا للطلاب.
وهذه المدينة مليئة بالمحاضر والعلماء فمثلا توجد في المدينة محظرة أهل آدو التي تاسست قبل قرن من الزمن علي يد العلامة محمدو ولد محمذا (آدو) ثم خلفه ابنه احمدفال بن آدو الذي درس العلم لعلماء تجكانت في عصره ومنهم العلامة محمد الأمين الشنقيطي المشار اليه اعلاه.ثم كان العلامة الفذ فريد عصره محمد يحي بن الحسين (يحيان)ومحمد عبد الله بن آدو القاضي في السعودية ويدرس في محظرة أهل آدو الآن في كرو العالم العبقري محمد العاقب بن آدو واخوه بابا بن آدو. ثم محظرة أهل الخراشي التي تاسست قبل قرن من الزمن علي يد محمد عبد الرحمان بن الخراشي صاحب النوازل والأحكام القضائية التي لا تزال موجودة بايدي الباحثين ثم ابنه محمدو بن الخراشي القاضي وابنه احمدو بن الخراشي وكان العالم الزاهد احمدو ولد محمد احيد بن الخراشي أحد افقه واورع علماء مدينة كرو شيخ هذه المحظرة في نهاية القرن العشرين.وتعتبره
كرو (Guerou) هي أكبر وأهم مقاطعات ولاية العصابة بوسط الشرق الموريتاني. تقع على بعد 60 كلم غرب عاصمة الولاية مدينة كيفة. وتوجد في كرو أكبر واحة نخيل في شرق موريتانيا، كما أنها من أهم المدن الواقعة على طريق الأمل الذي يربط شرق موريتانيا مع غربها. وأهم أحياء مدينة كرو (الكاف في اسم المدينة تنطق جيماً مصرية) عاصمة المقاطعة هي ملتقى الطرق، والسيف، والقديمة. كما تتبع المقاطعة العديد من البلديات أبرزها الغايرة، وكامور، وانتاكات، وحفرة أهل الشيخ، ووُدَيْ الجريد (ودي تصغير وادي) وغيرها. وتشتهر مدينة كرو بشكل خاص بانتشار الثقافة التعليمية المحظرية (الدينية) فيها.
يعتمد سكانها على التجارة والتنمية الرعوية، كما أن وجود عاصمة المقاطعة على طريق الأمل أنعش حركة المبادلات التجارية بينها وبين البلدات والقرى التابعة لها، وكذلك بينها وبين بقية مقاطعات الولاية. ويشتهر سكان كرو بوجود جاليات كبيرة من أبنائهم التجار في الدول الإفريقية مثل ساحل العاج، والكنغو، وأنغولة. وقد أنجبت مقاطعة كرو كثيراً من العلماء المشاهير مثل محمد الأمين الشنقيطي والصديق بن احريمو ومحمد الأمين بن أحمد زيدان ومحمدو ولد محمذا (آدو) واحمد فال بن آدو ويحيان بن آدو ومحمد العاقب بن آدو ومحمد عبد الله بن آدو وبابا بن آدو ومحمد السالم بن آدو ومن علماء المدينة الأفذاذ المرابط احمدو بن محمد احيد بن الخراشي ومحمد المختار بن أحمد مزيد وأحمد بن مودومحمد عبد الله بن الصديق وغيرهم كثير.ومن علماء المدينة الشيخ والأمام الجامع للمدية أحمد زيدان ولد الشواف ومنهم أبوه سيدي محمد ولد الشواف ومنهم عبد الله ولد الآمام ولد عبد الجليل وحسن ولد الطيب ومنهم الآمام والشيخ المحظرة الطيب ولد أحمد زيدان ولد الشواف بتاريخ 25 أبريل 2012.